# Alexander Igorewitsch Kowalenko
Alexander Igorewitsch Kowalenko (russisch Александр Игоревич Коваленко; * 8. August 2003) ist ein russischer Fußballspieler armenischer Abstammung.

## Karriere

### Verein
Kowalenko begann seine Karriere bei Tschertanowo Moskau. Zur Saison 2021/22 rückte er in den Kader der ersten Mannschaft Tschertanowos. Für diese kam er bis zur Winterpause zu 13 Einsätzen in der drittklassigen Perwenstwo PFL. Im Februar 2022 wechselte er zum Erstligisten Krylja Sowetow Samara. In Samara debütierte er im März 2022 gegen Arsenal Tula in der Premjer-Liga. Bis Saisonende kam er zu zwölf Einsätzen in der höchsten russischen Spielklasse.
In der Saison 2022/23 kam er zu weiteren zwei Einsätzen, ehe er im Juli 2022 innerhalb der Liga zum FK Sotschi wechselte, von wo aus er aber direkt zurück nach Samara verliehen wurde. Während der Leihe absolvierte er weitere 21 Partien für Samara. Zur Saison 2023/24 kehrte er nicht nach Sotschi zurück, sondern wechselte innerhalb der Liga zu Zenit St. Petersburg. Bei Zenit konnte er sich aber nicht durchsetzen, in der Saison 2023/24 kam er nur sechsmal zum Zug. St. Petersburg wurde in jener Spielzeit Meister.
Im August 2024 wechselte Kowalenko dann zum Ligakonkurrenten FK Orenburg.

### Nationalmannschaft
Kowalenko kam im Juni 2021 zweimal für die russische U-18-Auswahl zum Einsatz. Zwischen September und November 2021 spielte er neunmal im U-19-Team. Im September 2022 debütierte er in einem Testspiel gegen Kirgisistan in der A-Nationalmannschaft.

## Persönliches
Kowalenkos Mutter ist Armenierin, sein Vater ist halb Russe halb Armenier. Alexander besitzt keinen armenischen Pass, wurde aber eingeladen für die armenische Nationalmannschaft zu spielen. Sein Großvater Alexander Petrowitsch Kowalenko war ebenfalls Fußballspieler in der Armenischen SSR.